# Gyilkos bábok 5.
A Gyilkos bábok 5. (Puppet Master 5: The Final Chapter) 1994-es direkt-videóra kiadott amerikai horrorfilm Jeff Burr rendezésében. A forgatókönyvet David Schmoeller és Charles Band története alapján Douglas Aarniokoski írta. A főszerepeket Gordon Currie, Chandra West, valamint Ian Ogilvy játssza, André Toulon szerepében a 4. rész után ismét Guy Rolfe látható. Az animációt továbbra is David Allen és Joel Fletcher (aki a későbbiekben olyan nagy sikerű produkciók látványkészítésében vett részt, mint a 2005-ös King Kong) készítette, ám Allennek ez volt az utolsó Puppet Master-filmje. Ez az ötödik film a Gyilkos bábok-sorozatban, az 1993-as Gyilkos bábok 4. folytatása. Ahogy arra a cím is utal, a Puppet Master 5: The Final Chapter a sorozat utolsó fejezete, azonban 1998-ban megjelent a következő rész, a Curse of the Puppet Master, így a sorozat tovább folytatódott. A film az Amerika Egyesült Államokban-ban "R" korhatáros besorolást kapott.

## Történet
Az előző rész eseményeit követően Rick Myerst (Gordon Currie) letartóztatják Dr. Piper és Baker gyilkosságának megalapozott gyanújával, de Dr. Jennings (Ian Ogilvy), a Mesterséges Intelligencia kutatócsoport új igazgatója és Rick ideiglenes felettese leteszi érte az óvadékot. Blade-et elkobozzák, de kiszabadul a rendőrségről. Lauren kómában fekszik a kórházban. Eközben Anapa, a sötét fáraó Sutekh fia, az alvilágban úgy dönt, hogy saját kezébe veszi a dolgokat, és életerejét átülteti saját Totem bábjába, majd egy alternatív dimenzión keresztül Rick nyomába küldi.
A kapzsi Dr. Jenningset érdekli Toulon titka, különösen azért, mert a projekt nem hivatalos szponzorai nagymértékben hozzájárulnak ahhoz, hogy hamarosan felmutasson valamit. Dr. Jennings visszatér a Bodega Bay Inn-hez három emberével, hogy összegyűjtse a bábokat és rájöjjön létük titkára. Gyors meggazdagodásának reményében, terve eladni őket titkos háborús fegyvernek...

## Szereplők
| Szereplő                | Színész         | Magyar hang        |
| ----------------------- | --------------- | ------------------ |
| Rick Myers              | Gordon Currie   | Czvetkó Sándor     |
| Susie                   | Chandra West    | Kisfalvi Krisztina |
| Dr. Jennings            | Ian Ogilvy      | Szokolay Ottó      |
| Lauren                  | Teressa Hill    | Illés Györgyi      |
| André Toulon            | Guy Rolfe       | Breyer László      |
| Tom Hendy               | Nicholas Guest  | Breyer Zoltán      |
| Jason                   | Willard E. Pugh | Dimulász Miklós    |
| Scott                   | Duane Whitaker  | Salinger Gábor     |
| Ügyvédnő                | Diane McBain    | Várnagy Katalin    |
| Nyomozó                 | Ron O'Neal      | Barbinek Péter     |
| Dr. Jennings üzlettársa | Duane Whitaker  | Uri István         |
| Sutekh (hangja)         | Jake McKinnon   | Varga Tamás        |

## Bábok
- Blade
- Pinhead
- Jester
- Tunneler
- Six Shooter
- Decapitron
- Dark Totem
- Torch

## Kritikai fogadtatás
- A Rotten Tomatoes esetében a film 6157 felhasználó értékelése alapján 33%-os minősítést kapott.[2]
- Az IMDb filmadatbázison 5.2 ponton állt 2018 novemberében.[3]
- ”Nehéz véleményt alkotni az 5. részről, mert nem olyan jó mint elődjei. Mindezek ellenére érdemes megnézni. A cselekmény (forgatókönyv) meglepően jó, mivel a Full Moon-ra jellemző a faék egyszerűen megírt történetek. A Puppet Master 5 minden hibája ellenére kellemes szórakozást nyújt. Rajongóknak kötelező darab. Jeff Burr rendező ismét jó rendezőnek bizonyult. A színészek teljesítménye átlagon aluli, és természetesen a bábok simán elviszik a hátukon a filmet. Torch, aki a 4. részben fel se tűnt, gyorsan megjelenik a semmiből, majd ugyanolyan gyorsan el is tűnt. Torch, személyes kedvencem, járt volna neki egy jelentősebb főszerep mindkét részben. Az 5. rész a klasszikus Puppet Master fénykorának végét jelenti. Ez volt az utolsó epizód, amikor még a Full Moon stabil lábakon állt, ez volt az utolsó film, amelyet eredetileg a Paramount (a Full Moon fénykora) forgalmazott, és ez volt David Allen utolsó „Gyilkos bábos” munkája. Band meg is hirdette Final Chapter-ként, hisz valószínűleg sejtette hogy itt lezárul egy „jó” korszak. A későbbi próbálkozások meg sem közelítették az első öt rész minőségét. A Puppet Master: Axis of Evil egy új trilógiának indult, amely az utóparamount korszakának remek folytatása, azonban még mindig hiányzik belőle az első öt rész varázsa.” [4]
- "Mindig azt gondoltam, Jeff Burr többre hivatott a műfajban. Ígéretes rendezőnek bizonyult: Az 1987-es The Offspring (From A Whisper To A Scream) egy igen hátborzongató antológiás film volt. Jeffre azonban csak egy rakás klasszikus folytatását merték rábízni, a The Final Chapter volt az utolsó alkalom, hogy valóban valamiféle komolyabb költségvetésű filmen dolgozott. Elvileg ez lett volna a "Végső fejezet", de  természetesen később további folytatások készültek. Bár ne történt volna meg, mert 1998-tól olyan katasztrofálisan vállalhatatlan folytatások készültek, mint a Curse of Puppet Master, amely többnyire flashbackekből áll, és a 2003-as szégyenteljes "The Legacy". Anapa , Sutekh (Jake McKinnon) fia, érdekes karakter, kit komolyan is lehetne venni, ha nem cseszték volna ilyen nagy mértékben el a külsejét és robotszerű mozgását, igazán hatásos lett volna itt David Allen stop-motion effektje. Teljesen nevetséges a megjelenése. Ezt az egyetlen hibát véltem felfedezni a filmben. Azt hiszem, a Full Moon költségvetése nem tett lehetővé egy olyan jelmezt, ahol Anapa szája mozoghat. Mindazonáltal stop-motion effektek zseniális hatást, és frissítő élményt nyújtanak. Természetesen nem egy remekműről van szó, de kellemes szórakozást biztosít."[5]
- "Az Utolsó Fejezet" (The Final Chapter) a Full Moon cég fénykorának nagyszerű, szórakoztató lezárása, ahol nagyon okosan, bölcsen és ötletesen használták fel a rendelkezésre álló költségvetést. Felix Vasquez Jr. [Cinema Crazed]

## Háttér
A Gyilkos bábok 5. felvonását eredetileg egy egész estés mozifilmnek szánták, miután a Full Moon vezérigazgatója, Charles Band kezébe került, a projekt címe: "Puppet Master: The Movie" lett volna. A forgatás egy napra leállt, mert a stáb bizonyos létszáma kilépett egy konfliktus végett. Ez David Allen utolsó közreműködése a sorozatban. A film trailer-e bemutat egy olyan jelenetet, melyet a kész film nem tartalmaz. Az utolsó Puppet Master film a Paramount Pictures forgalmazásában. Blade felépítéséhez Tunneler autopsy testét használták fel a 2. részből.

## Megjelenés
- A Gyilkos bábok 5. Magyarországon VHS-en a UIP-Dunafilm forgalmazásában jelent meg 1994-ben.[7]
- A film 2016. február 1-én jelent meg Blu-ray-en az USA-ban.[8]

## Bakik
Mikor Rickék készen állnak Decapitron aktiválására, Rick megemlíti a biztosítékdobozt, amely valójában egy megszakító doboz, amit később használnak. Torch-ot jelen részig korábban sose látták még említés szinten sem. Ebben a filmben azonban Rick ismeri nevét és létezését, mindent tud róla, mikor megpillantja a bábot. A filmben gyakran látható a bábokhoz rögzített, őket mozgató damil, például mikor a Decapitron első alkalommal robbantja fel a démont, a damilok láthatóak amint démon elmozdítják, illetőleg a film teljes játékideje alatt megfigyelhető ez a hiba.